# 2-氯苯酚
2-氯苯酚又称邻氯苯酚，是苯酚的氯代物，化学式为C6H5ClO。它的应用不多，但是苯酚氯化聚合反应的一个中间体。
2-氯苯酚是无色至琥珀色的液体，有着令人不愉快的焦炭味。它溶于乙醇、乙醚、苯，以及苛性碱的溶液。

## 制备
2-氯苯酚可由邻二氯苯的水解制备。
苯酚的直接氯化虽然会同时产生邻位和对位的产物，但以对位的为主。

## 拓展链接
- ToxFAQs for Chlorophenols, Agency for Toxic Substances and Disease Registry.
- Compound Summary Compendium（页面存档备份，存于）, PubChem Open Chemistry Database.